# Gargüera de la Vera
Gargüera de la Vera è un comune spagnolo di 180 abitanti situato nella comunità autonoma dell'Estremadura.